# بیر طویل

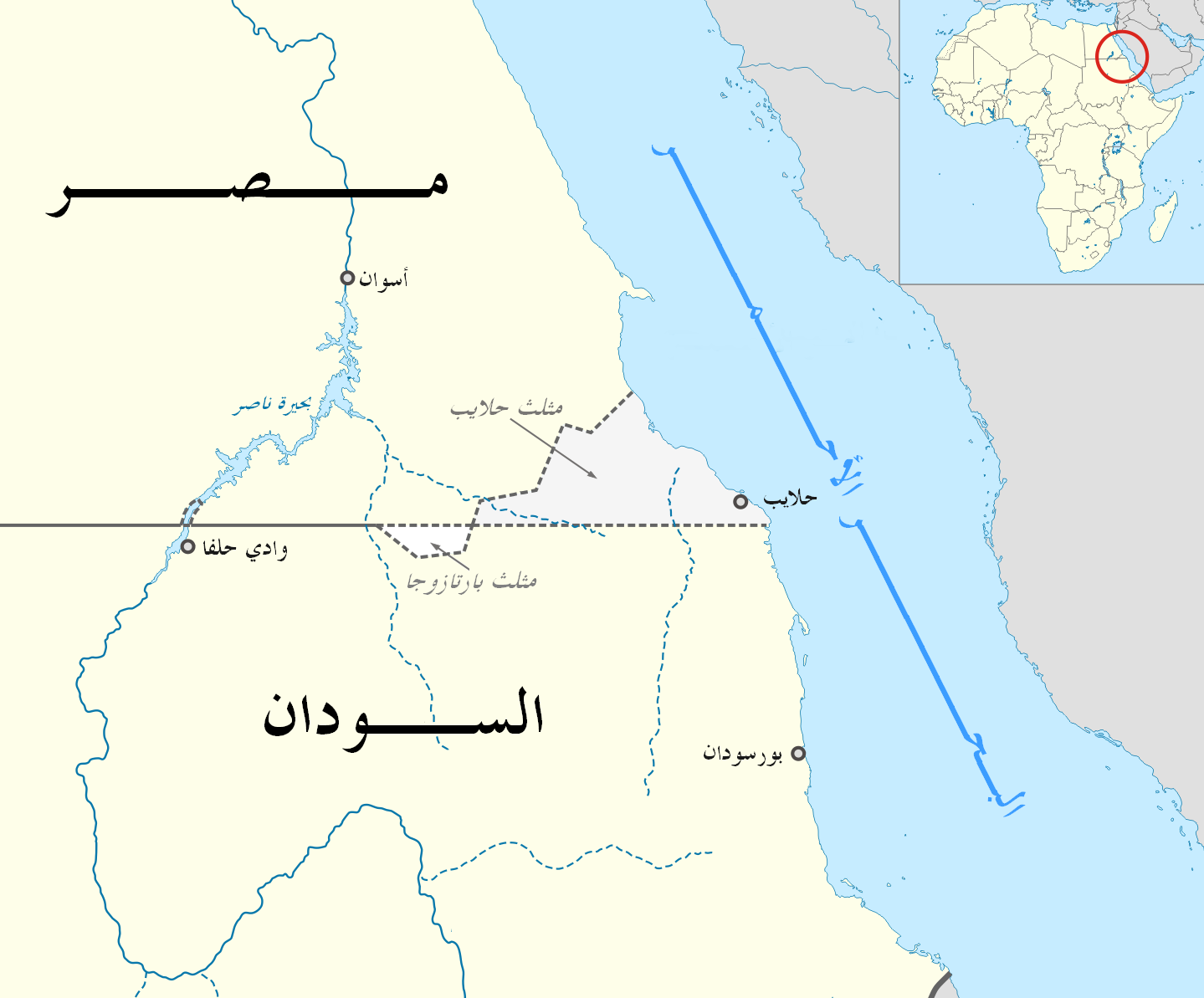
ناحیه بیر طویل در نقشه‌های عربی

بیر طویل یا بئر طویل ناحیه‌ای به مساحت ۲۰۶۰ کیلومتر مربع بین مرز سودان و مصر است که تحت قیومیت هیچ کشوری نیست. با وجود شکل چهار ضلعی این ناحیه گاهی مثلث بیر طویل نامیده می‌شود.
بیر طویل به خاطر نزدیکی به محل زندگی طایفه آبابدا در ناحیه آسوان مصر، در سال ۱۹۰۲ تحت قیومیت دولت مصر قرار گرفت. در همین زمان ناحیه مثلث حلایب از شمال و شمال شرقی بیر طویل تحت قیومیت سودان اعلام شد چون طوایف این ناحیه از اهالی سودان بودند. این دو ناحیه در یک ناحیه چهارضلعی کوچک هم مرز بودند. اگرچه مصر همچنان این ناحیه را تحت اداره خود دارد اما این ناحیه در هیچ یک از نقشه‌های دولتی به عنوان بخشی از مصر مشخص نمی‌شود.
ناحیه بیر طویل از معدود مناطق جهان است که تحت قیومیت هیچ کشوری نیست.